# Aurangzeb
Muhi ud-din Muhammad Aurangzeb Bahadur Alamgir I, được biết phổ biến hơn với tên gọi Aurangzeb (tiếng Ba Tư: اورنگ‌زیب (tước hiệu đầy đủ: Al-Sultan al-Azam wal Khaqan al-Mukarram Abul Muzaffar Muhi ud-din Muhammad Aurangzeb Bahadur Alamgir I, Padshah Ghazi) (4 tháng 11 năm 1618 – 3 tháng 3 năm 1707), có danh hiệu tự phong là Alamgir I (Kẻ chinh phạt của thế giới) (tiếng Ba Tư: عالمگیر), là vua thứ sáu của vương triều Mogul trong lịch sử Ấn Độ, trị vì từ năm 1658 đến khi qua đời 1707. Dưới thời trị vì của mình, Aurangzeb dã đưa chế độ phong kiến Mogul lên tới đỉnh cao, song những cuộc chiến tranh xâm lược triền miên của ông ta đã làm hao mòn sinh lực của đế quốc Mogul và mở đường cho quá trình suy yếu của nó sau khi ông ta chết.
Aurangzeb nổi tiếng là người có nhiều chiến công lẫn tội ác. Giữa Aurangzeb và vua cha Shah Jahan xảy ra xung đột dữ dội. Năm 1658, khi Shah Jahan lâm bệnh, Aurangzeb giết ba anh em trai, lật đổ ngai vàng của vua cha và giam lỏng Jahan vào pháo đài Agra. Trong suốt tám năm trời bị giam giữ, Jahan không thể đến thăm mộ vợ và cũng là mẹ đẻ của Aurangzeb, hoàng hậu Mumtaz Mahal vào ngày giỗ của bà tại đền Taj Mahal cách đó không xa. Shah Jahan sau đó qua đời trong nơi giam lỏng.
Aurangzeb ngự trị Tiểu lục địa Ấn Độ trong gần nửa thế kỷ, trở thành vua Mogul thứ hai có thời gian trị vì lâu dài nhất, sau Akbar. Ông ta đã tiến hành hàng loạt cuộc chiến tranh bành trướng vào miền Nam Ấn Độ. Kết quả là Aurangzeb đã chiếm được một lãnh thổ rộng lớn ở miền Nam Ấn Độ, khiến cho ông có lãnh thổ rộng hơn bất kì một vị Hoàng đế Mogul nào khác. Theo Bách khoa toàn thư Việt Nam, ngoài việc chinh phạt cao nguyên Deccan, ông cũng thực viện chính sách bảo trợ văn học nghệ thuật. Là một tín đồ Hồi giáo sùng đạo, Aurangzeb luôn khuyến khích thần dân theo đạo Hồi. Aurangzeb đã phá huỷ nhiều công trình nghệ thuật vì lo ngại rằng chúng có thể được người dân thờ cúng như những vật được tôn sùng. Aurangzeb cũng thi hành chính sách dung dưỡng chế độ đẳng cấp, phân biệt đối xử với các tín đồ Ấn Độ giáo.
Cuộc chiến tranh của Aurangzeb đã khiến đế quốc mở rộng quá mức, cách ly các đồng minh thân cận người Rajput với triều đình. Thêm nữa đa số dân chúng trong đế quốc của Aurangzeb là người theo Ấn Độ giáo và họ luôn bất mãn với một triều đại Hồi giáo và sự phân biệt tôn giáo của Aurangzeb. 25 năm cuối của triều đại ông ta lún sâu trong các cuộc thảo phạt quân nổi loạn của người Maratha ở cao nguyên Deccan, miền Trung Ấn Độ. Đó chính là một trong những nguyên nhân chính dẫn đến sự suy yếu của đế quốc Mogul. Sau khi Aurangzeb qua đời, đế quốc Mogul nhanh chóng suy sụp. Các vua kế tục không có được khả năng trị vì cũng như bàn tay sắt của Aurangzeb và sau đó đã đánh mất tất cả sự nghiệp của tiên đế.

## Lên ngôi

### Tuổi trẻ của Aurangzeb

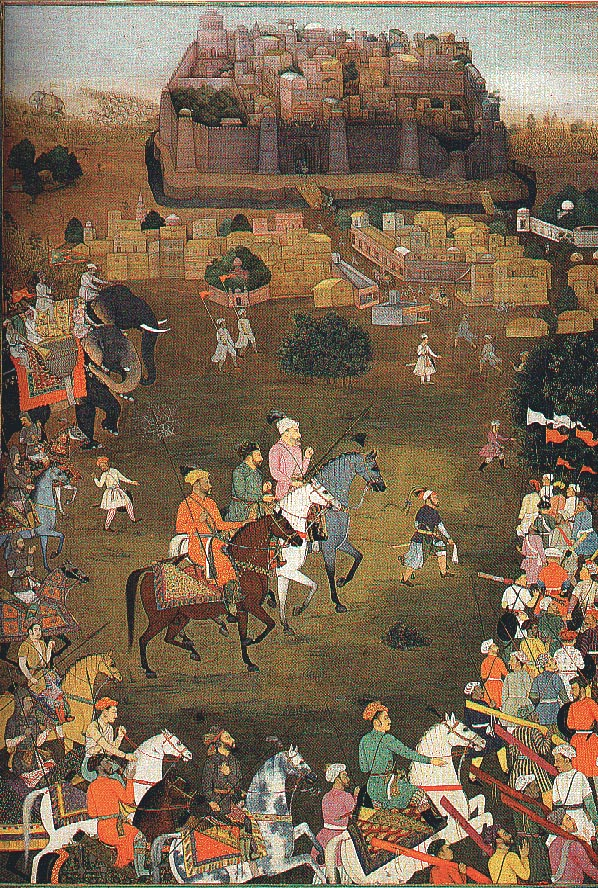
Aurangzeb cùng quân đội triều đình Mogul đánh chiếm Orchha, tháng 10 năm 1635

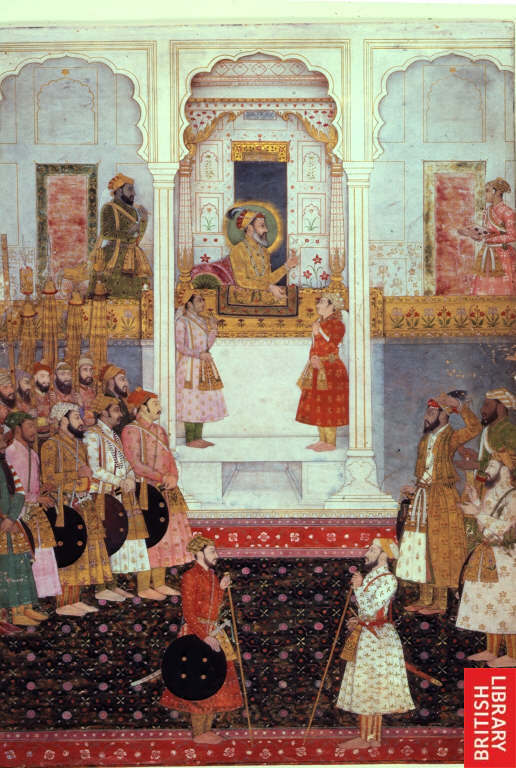
Hoàng tử Aurangzeb cùng cha mình là Shah Jahan trong một buổi thiết triều của nhà Mughal năm 1650

Aurangzeb là con trai thứ ba của Shah Jahan, vua thứ 5 nhà Mogul, và Mumtaz Mahal (Arjumand Bānū Begum). Sau khi ông nội Aurangzeb là Jahangir đàn áp được cuộc nổi dậy của Shah Jahan, Aurangzeb bị gửi đến triều đình với tư cách là một con tin thật sự của Jahangir. Muhammad Saleh Kamboh Salafi là một trong những thầy học của Aurangzeb khi ông còn trẻ.
Sau khi Jahangir qua đời năm 1627, Aurangzeb về sống với cha mẹ. Shah Jahan đã phong các con làm quan cai trị các miền đất của đế quốc, và năm 1634 gửi Aurangzeb đến chiến trường Deccan. Sau chiến thắng của ông năm 1636, Aurangzeb trở thành Subahdar (tổng trấn) của cao nguyên Deccan. Trong thời gian đó, ông khởi công xây dựng một thành phố mới gần cựu thủ phủ Khirki mà ông đổi tên thành Aurangabad theo tên ông. Năm 1637, ông cưới cô Rabia Durrani. Vào thời kì này cao nguyên Deccan tương đối yên bình. Dù vậy, ở triều đình Mogul, Shah Jahan ngày càng sủng ái người con trưởng là Dara Shikoh.
Năm 1644, chị gái Aurangzeb là Jahanara Begum tình cờ chết cháy ở Agra. Sự kiện này đã nhanh chóng gây ra cuộc khủng hoảng trong gia đình mà phải gánh chịu những hậu quả chính trị. Vì Aurangzeb không về Agra ngay, mà đến 3 tuần sau khi Begum chết mới về, nên ông đã bị Shah Jahan mắng cho 1 trận. Thế là ông bị Shah Jahan cách chức tổng trấn Deccan. Về sau (1654), Aurangzeb cho là ông buộc lòng phải phản đối tình yêu quý của cha đối với Dara.
Năm 1645, ông bị cấm ra khỏi triều trong vòng 7 tháng. Nhưng về sau, Shah Jahan phong ông làm tổng trấn của Gujarat; ông đã hoàn thành tốt nhiệm vụ và được ban thưởng. Năm 1647, Shah Jahan phong ông làm tổng trấn của Balkh và Badakhshan (Afghanistan và Tajikistan ngày nay), cách chức người em trai thiếu năng lực của Aurangzeb là Murad Baksh. Khi đó, các vùng này bị nhiều đạo quân khác xâm lược, và Aurangzeb đã đuổi được giặc ra khỏi bờ cõi.
Ông được bổ nhiệm làm tổng trấn của Multan và Sindh, và khởi đầu một cuộc chiến kéo dài với quân Safavid, nhằm mục đích chiếm thành phố Kandahar. Ông bị đánh bại, thế là ông lại bị vua cha ghét bỏ.
Năm 1652, Aurangzeb lại được bổ nhiệm làm tổng trấn của vùng Deccan. Trong nỗ lực mở rộng đế quốc, Aurangzeb đã tấn công các vương quốc láng giềng Golconda (1657), và Bijapur (1658). Lúc cả hai cuộc chiến này xảy ra, Shah Jahan đều kêu gọi rút quân khi Aurangzeb gần chiến thắng. Trong những lần đó, Dara Shikoh đã hoà giải và dàn xếp một kết thúc hoà bình cho các cuộc tấn công.

### Cuộc chiến giành vương vị
Shah Jahan ngã bệnh năm 1657. Sự kiện này dẫn đến cuộc chiến tranh giành quyền kế vị ngai vàng. Anh cả của Aurangzeb là Dara Shikoh, được xem như thái tử, nhưng Shikoh ngày càng khó lên làm vua khi con trai thứ của Shah Jahan là Shah Shuja xưng đế ở Bengal. Không lâu sau, những đạo quân hoàng gia của Dara và Shah Jahan đã cản trở được tham vọng này, và Shuja rút quân.

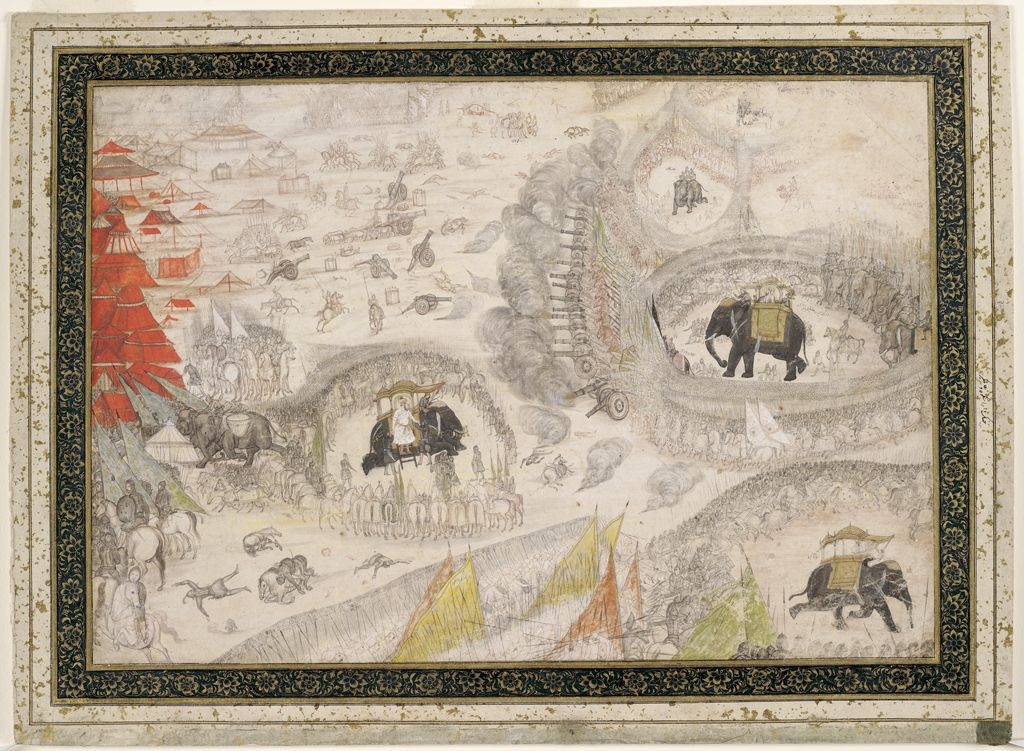
Trận Samugarh giữa Aurangzeb và Dara Shikoh.

Ít lâu sau, em trai út của Shuja là Murad Baksh, với lời hứa ủng hộ bí mật từ Aurangzeb, xưng đế ở Gujarat. Aurangzeb, bề ngoài tỏ vẻ giúp đỡ Murad, bắc chinh từ Aurangabad, được sự giúp đỡ của nhiều quý tộc và tướng lãnh. Sau nhiều trận thắng liên tiếp, Aurangzeb tuyên bố rằng Dara là kẻ kế vị không hợp pháp. Shah Jahan, quyết định truyền ngôi cho Dara, giao mọi quyền trị quốc cho Dara. Lãnh chúa Rajput chống đối Aurangzeb và Murad, Maharaja Jaswant Singh, giao chiến với cả hai người tại Dharmatpur gần Ujjain. Cuối cùng, Aurangzeb đánh bại Singh và tập trung vào việc đánh Dara. Sau đó 1 loạt trận đánh đẫm máu diễn ra, trong đó có sự kiện quân trung thành của Aurangzeb đại phá các đạo quân của Dara tại Samugarh Lưu trữ ngày 18 tháng 8 năm 2011 tại Wayback Machine. Trong vòng vài tháng, quân Aurangzeb vây hãm Agra. Do lo sợ bị giết, Dara rời khỏi Delhi, giao lại thành cho Shah Jahan. Hoàng đế già đã nộp pháo đài Agra cho các quý tộc theo Aurangzeb, nhưng Aurangzeb từ chối bất kì một cuộc găp mặt nào với cha, và tuyên bố Dara là kẻ ly giáo.

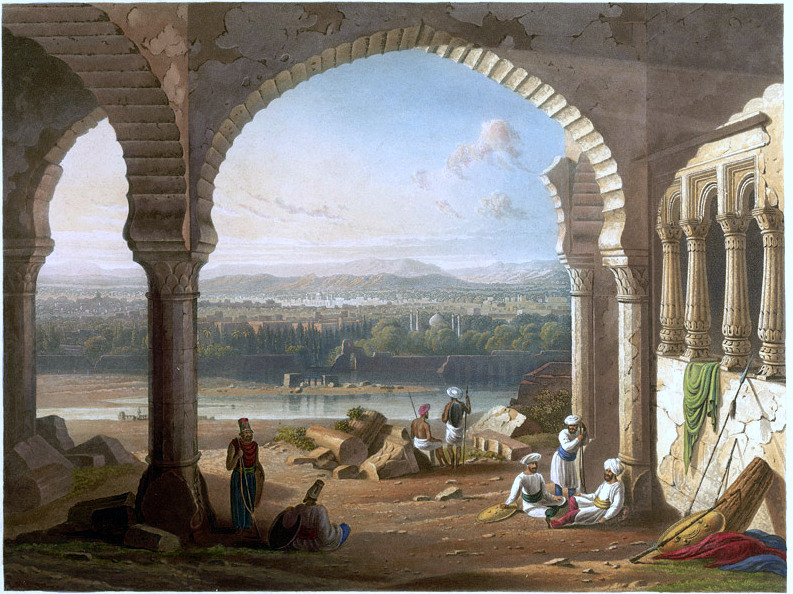
Lính Sepoy trung thành với Aurangzeb chiếm giữ một vị trí bên ngoài pháo đài Arga, năm 1658

Aurangzeb thình lình lật lọng: ông giam giữ người em là Murad, mà những kẻ từng trung thành với người này đã theo Aurangzeb để trả ơn việc ông đã tặng nhiều món quà quý báu cho họ. Sau khi cầm tù vua cha và em trai Murad Baksh, ngày 31 tháng 7 năm 1658, Aurangzeb lên ngôi hoàng đế ở Delhi. Cùng lúc đó, Dara tập hợp quân sĩ, và chuyển đến vùng Punjab. Đội quân được gửi tới để đánh Shuja bị kẹt lại ở phía đông, các tướng ở đây là Jai Singh và Diler Khan, dù phục tùng Aurangzeb, nhưng lại cho phép con trai Dara là Suleman chạy trốn. Aurangzeb phong Shuja làm quan tổng trấn xứ Bengal. Mục đích của việc này là để Dara bị cô lập và khiến cho nhiều đạo quân chịu quy phục Aurangzeb. Dù vậy, Shuja không tin vào lòng thành của Aurangzeb, tiếp tục đánh nhau với em mình, nhưng quân ông ta nhiều lần đại bại trong tay Aurangzeb. Shuja chạy đến Arakan (tức Miến Điện ngày nay), nơi ông ta bị xử tử sau khi lãnh đạo một cuộc đảo chính thất bại. Cuối cùng, Murad bị hành hình, mà Aurangzeb tuyên bố là để trả thù cho vụ sát hại 1 cựu divan của ông ta là Ali Naqi, năm 1661.
Sau khi khử được Shuja và Murad, mà vua cha Shah Jahan không thể ra khỏi Agra, Aurangzeb nhằm mục tiêu vào Dara, rượt đuổi quân Dara ở biên giới phía tây-bắc của đế quốc. Sau một loạt trận đánh, những thất bại và những rút quân, Dara đã bị một viên tướng phản bội, người này đã bắt giữ ông ta và theo về với Aurangzeb. Năm 1659, Aurangzeb sắp đặt một lễ đăng quang ở kinh đô Delhi. Ông truyền lệnh dẫn độ Dara về Delhi; nơi Dara cuối cùng cũng đến, Aurangzeb đã hành hình ông ta vào ngày 30 tháng 8 năm 1659. Để bảo toàn hoàng vị, Aurangzeb nhốt Shah Jahan già yếu vào một nhà giam bên trong pháo đài Agra. Shah Jahan qua đời 1666.

## Nền cai trị của Aurangzeb

### Thực thi luật Hồi giáo

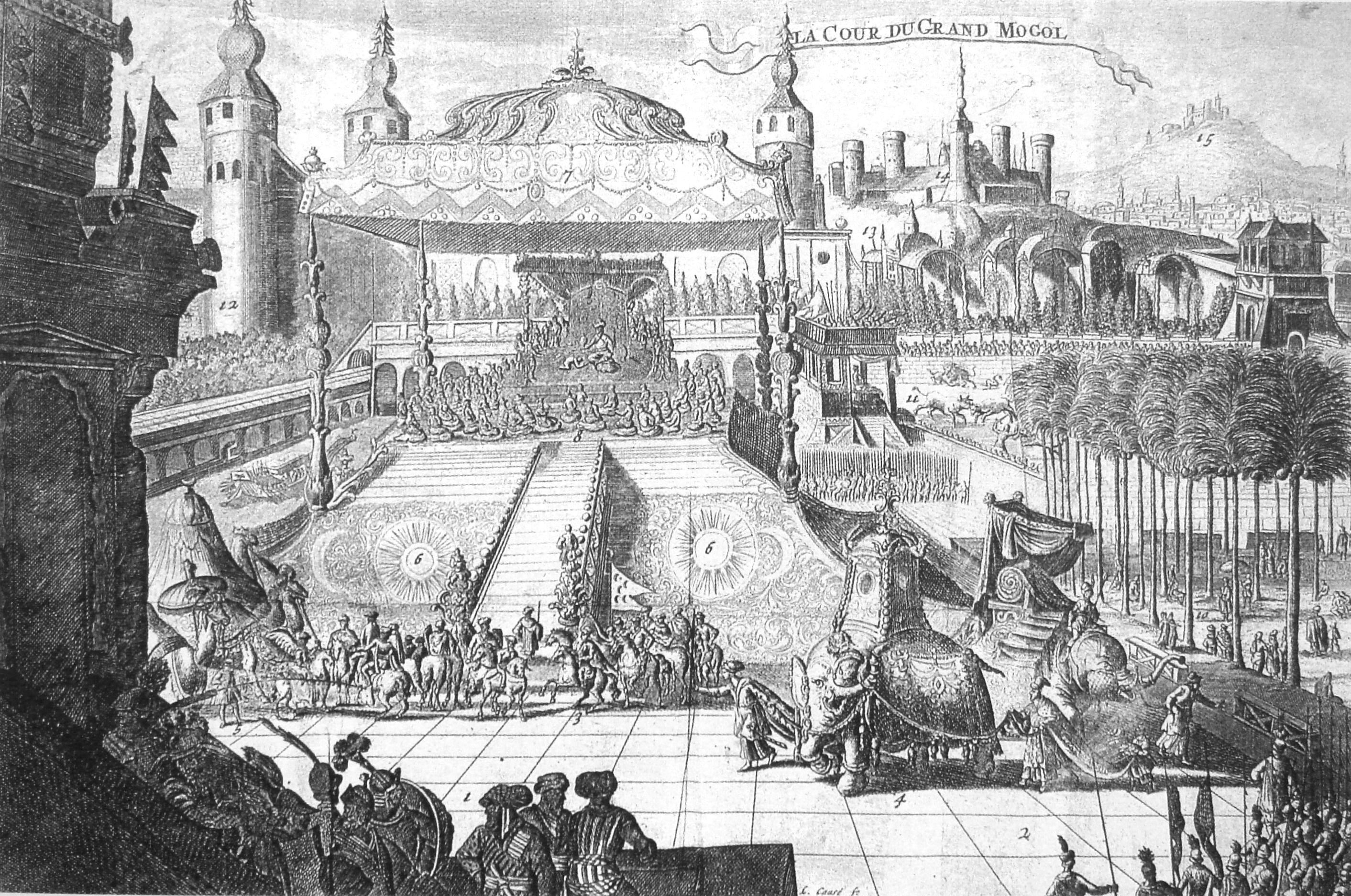
Tranh vẽ đế quốc Mogul của François Bernier (1625–1688)

Ít lâu sau khi lên ngôi, Aurangzeb đã công khai từ bỏ quan điểm "tự do" tôn giáo của các bậc tiên đế . Tuy tôn giáo của Akbar, Jahangir và Shah Jahan mang tính hỗn hợp hơn sáng tổ của đế quốc, lập trường của Aurangzeb không rõ ràng như thế. Trong khi quan điểm bảo thủ về đạo Hồi và sự tin tưởng với Sharia (Luật Hồi giáo) của ông được nhắc đến trong mọi tài liệu, một việc đến nay vẫn chưa sáng tỏ là đế quốc đã thực hiện những điều đó như thế nào. Bất chấp những tuyên bố về các sắc lệnh bao quát và các chính sách, hiện nay có nhiều báo cáo mâu thuẫn. Đặc biệt, việc ông biên soạn Fatawa-e-Alamgiri, một quyển tóm tắt về luật Hồi giáo, với mục đích là cho nhân dân sử dụng, không bắt tuân theo, hay chỉ làm xoàng. Trong khi một số người xác định Fatawa-e-Alamgiri không được làm theo là do sự cố hữu sai lầm, một số người cho rằng Fatawa-e-Alamgiri chỉ được soạn để ông tuân thủ. Trong khi một chiến tranh giành quyền thừa kế và một những cuộc tấn công bất ngờ liên tiếp có thể xảy ra thường đi liền với sự tiêu xài xa hoa của Shah Jahan nhằm mục đích phát triển văn hoá, sự chính thống của Aurangzeb cũng được dùng để giải thích về "ngôi mộ" lừng danh của âm nhạc mà ông xây nên. Thuật ngữ này mơ tả "cái chết của âm nhạc" (và tất cả hình thức biểu diễn khác), một sự nghịch lý lớn.

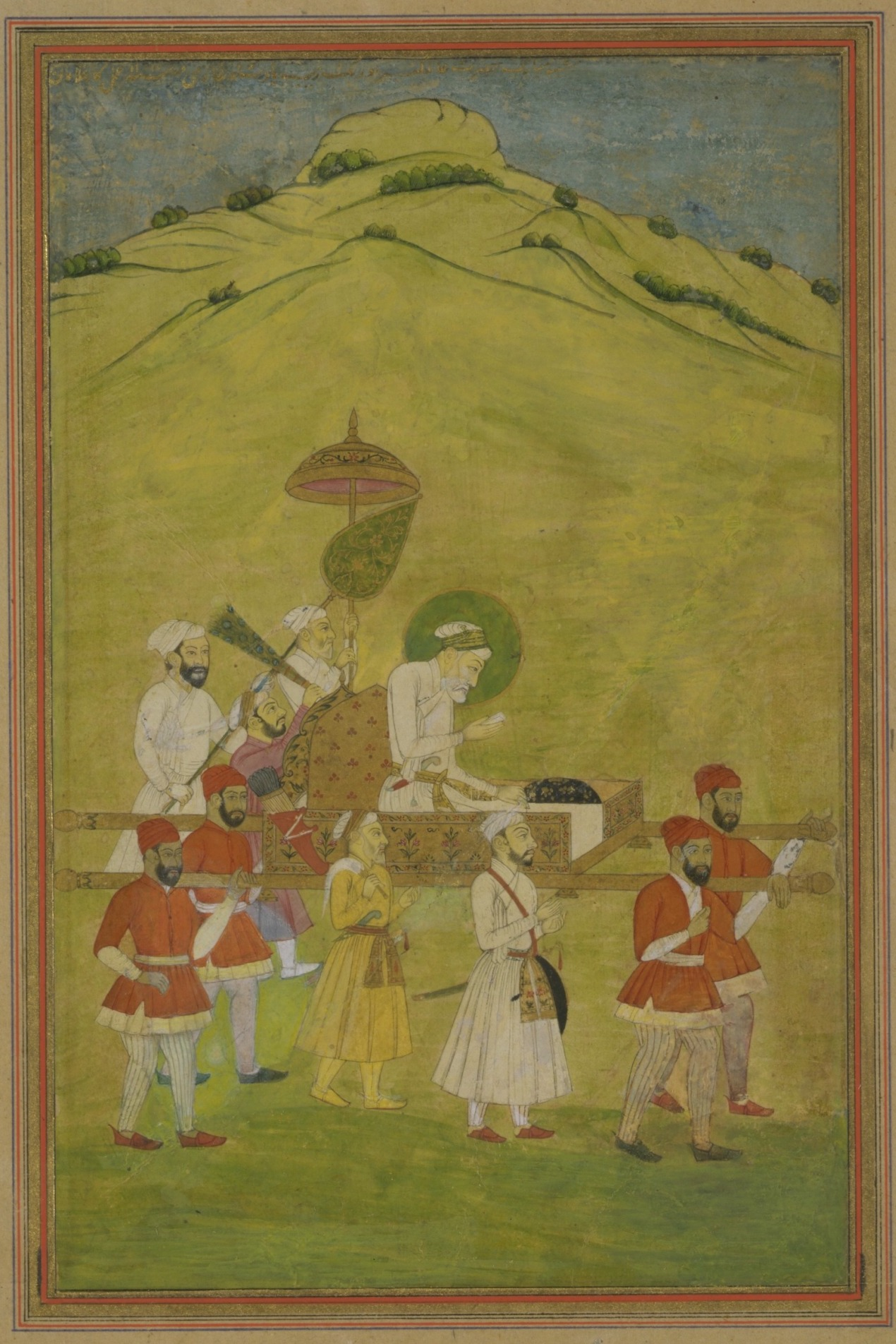
Aurangzeb những năm cuối đời

Storia do Mogor của Niccolao Manucci và Muntakhab al-Lubab của Khafi Khan là những tài liệu duy nhất có đề cập đến sự kiện đã kể trên. Trong Storia do Mogor, Manucci đã mô tả những phần của một thánh chỉ mà vua Aurangzeb đưa ra năm 1668.